# Antennarius rosaceus
Antennarius rosaceus är en fiskart som beskrevs av Smith och Lewis Radcliffe 1912. Antennarius rosaceus ingår i släktet Antennarius och familjen Antennariidae. Inga underarter finns listade i Catalogue of Life.